# Skeleton ai I Giochi olimpici giovanili invernali - Singolo femminile
Nello skeleton ai I Giochi olimpici giovanili invernali la gara del singolo femminile si è disputata il 21 gennaio a Innsbruck, in Austria, sulla pista Kunsteisbahn Bob-Rodel Igls, in un'unica discesa in quanto la prima manche venne annullata a causa delle avverse condizioni meteorologiche.
Hanno preso parte alla competizione 14 atlete rappresentanti 10 differenti nazioni. La medaglia d'oro è stata conquistata dalla tedesca Jacqueline Lölling, davanti all'austriaca Carina Mair, medaglia d'argento, e alla canadese Carli Brockway, bronzo.

## Classifica di gara
| Pos. | Atleta                | Nazione     | 1ª manche  | 2ª manche | Totale  | Distacco |
| ---- | --------------------- | ----------- | ---------- | --------- | ------- | -------- |
|      | Jacqueline Lölling    | Germania    | cancellata | 57"43     | 57"43   | —        |
|      | Carina Mair           | Austria     | cancellata | 58"40     | 58"40   | +0"97    |
|      | Carli Brockway        | Canada      | cancellata | 58"48     | 58"48   | +1"05    |
| 4    | Anastasija Šlapak     | Russia      | cancellata | 58"73     | 58"73   | +1"30    |
| 5    | Kim Meylemans         | Germania    | cancellata | 59"02     | 59"02   | +1"59    |
| 6    | Elizaveta Zubkova     | Russia      | cancellata | 59"28     | 59"28   | +1"85    |
| 7    | Lizzie Maxwell        | Stati Uniti | cancellata | 59"50     | 59"50   | +2"07    |
| 8    | Eva Vuga              | Slovenia    | cancellata | 59"89     | 59"89   | +2"46    |
| 9    | Timi Earl             | Stati Uniti | cancellata | 1'01"04   | 1'01"04 | +3"61    |
| 10   | Ramona Gabriela Arcos | Romania     | cancellata | 1'01"23   | 1'01"23 | +3"80    |
| 11   | Guendalina Bergonzoni | Italia      | cancellata | 1'01"57   | 1'01"57 | +4"14    |
| 12   | Andreea Chiosa        | Romania     | cancellata | 1'01"65   | 1'01"65 | +4"22    |
| 13   | Astrid Ekelmans       | Paesi Bassi | cancellata | 1'01"68   | 1'01"68 | +4"25    |
| 14   | Saki Ando             | Giappone    | cancellata | 1'02"42   | 1'02"42 | +4"99    |

Data: Sabato 21 gennaio 2012

Ora locale 1ª manche: 13:30 (annullata)

Ora locale 2ª manche: 15:00

Pista: Kunsteisbahn Bob-Rodel Igls

Legenda:
- DNS = non partita (did not start)
- DNF = prova non completata (did not finish)
- DSQ = squalificata (disqualified)
- Pos. = posizione
- in grassetto: miglior tempo di manche